# علی معلمی
علی معلمی (۹ تیر ۱۳۲۲ در جویبار) روحانی اهل ایران است. او از دوره چهارم مجلس خبرگان رهبری نماینده استان مازندران در آن می‌باشد. معلمی در دوره پنجم مجلس شورای اسلامی نماینده مجلس از حوزه قائم‌شهر، جویبار و سوادکوه بود. او در گذشته امام جمعه شهرستان جویبار بوده‌است.

## زندگی‌نامه
معلمی در ۹ تیر ۱۳۲۲ در جویبار به دنیا آمد با امتحان ورودی وارد کلاس چهارم دبستان شد. پس از گذراندن دورهٔ شش ساله ابتدائی و اخذ مدرک ششم ابتدائی وارد حوزه علمیه ساری شد. پس از ۸ سال ادامه تحصیل در ساری مستقیماً به نجف رفت و از حوزه استفاده کرد. سه سال و چند ماه در درس خارج مکاسب سید روح‌الله خمینی شرکت داشت
دو تن از پسرانش «غلامعلی و غلامرضا» در جنگ ایران و عراق کشته شدند. ۱۴ سال امامت جمعه جویبار، یک دوره ۴ساله نمایندگی مجلس شورای اسلامی و ۲۰ سال امامت جمعه قائم شهر (از نهم شهریور هزار و سیصد و هشتاد و دو) و سه دوره عضویت در مجلس خبرگان رهبری (دوره‌های چهارم، پنجم و ششم) در کارنامهٔ او وجود دارد.

## تالیف‌ها
- جویباری از چشمه‌های زلال {چاپ مرکز علمی انتشارات دانشگاه آزاد اسلامی -سال ۱۳۷۸}
- کتاب «بر آستان علی» { انتشارات طاووس بهشت، چاپ قلم، نوبت چاپ سال اوّل: ۱۳۷۹}
- ضمیمهٔ مناظره با تحصیل کردهٔ سنّی در مسجد بزرگ دمشق